# بيدر كجيلبرغ
بيدر كجيلبرغ (بالنرويجية البوكمول: Peder Kjellberg)‏ (1 أغسطس 1902 – 12 أكتوبر 1975) هو ملاكم نرويجي راحل، مثّل بلاده في الألعاب الأولمبية الصيفية 1920.

## روابط خارجية
بيدر كجيلبرغ على موقع أوليمبيديا (الإنجليزية)